# Stundenkalender des Ramses II.

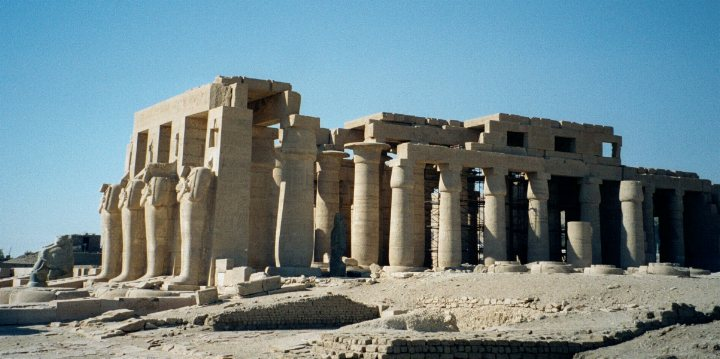
Das Ramesseum

Der Stundenkalender des Ramses II. nennt die zugehörige Stundeneinteilung des Tages sowie der Nacht und datiert aus seinem neunten Regierungsjahr (1271 bis 1270 v. Chr.). Den Stunden-Papyrus, der sich heute im Ägyptischen Museum in Kairo befindet, fanden Archäologen im Ramesseum in Theben-West.

## Hintergrund

### Monatsnamen
Alan Gardiner wie auch Richard-Anthony Parker vermuten, dass sich die Monate im Laufe der Kalendergeschichte um einen Monat verschoben, weshalb sich das Neujahrsfest als ehemaliger erster Monat Wepet-renpet unter Amenophis I. auf den zwölften Monat verlagerte.
Die den Monaten zugeordneten Namen der wichtigsten Feste stellen eine Idealform des Kalenders dar, der gemeinsam mit dem heliakischen Aufgang des Sterns Sirius als Verkörperung der Sopdet beginnt. Die Verlagerung des Jahreszeiten im altägyptischen Verwaltungskalender ist am Beispiel des Jahreskalenders von Ramses II. gut dokumentiert.
Die den Monaten zugeordneten Feste sind ebenfalls idealisiert und entsprechen nicht den damaligen Verbindungen zum altägyptischen Verwaltungskalender, da viele Zeremonien an den altägyptischen Mondkalender gekoppelt waren, der unabhängig vom üblichen Verwaltungskalender verwendet wurde.

### Stundeneinteilungen
Die Einteilung der Stunden stimmt nicht mit den tatsächlichen ägyptischen Tages- und Nachtzeiten überein, da die durchschnittliche Tages- und Nachtlänge eine Schwankungsbreite von 10 h 21 min (21./22. Dezember) bis 13 h 44 min (21./22. Juni) umfasste. Unter Berücksichtigung der Morgen- und der Abenddämmerung mit jeweils zwei Stunden ergeben sich jedoch die Grenzwerte von sechs  sowie 18 Stunden.
Ägyptologen wie beispielsweise Siegfried Schott, Richard-Anthony Parker, Alexandra von Lieven und Christian Leitz konnten einen direkten Bezug zur altägyptischen Stundeneinteilung herstellen, die sich aus den Einträgen auf Diagonalstern- und Schattenuhren ergab. Weitere Verbindungen sind zum Buch von der Nacht, Buch vom Tage, Nutbuch und den Stundengottheiten belegt.
| Monat           | Jahreszeit            | Tagesstunden | Nachtstunden | Monatsname                          |
| --------------- | --------------------- | ------------ | ------------ | ----------------------------------- |
| Djehuti         | Juli bis August       | 16 Stunden   | 8 Stunden    | Trunkenheit                         |
| Pa-en-Ipet      | August bis September  | 14 Stunden   | 10 Stunden   | Opet-Fest                           |
| Hathyr          | September bis Oktober | 12 Stunden   | 12 Stunden   | Sokar-Fest                          |
| Ka-her-ka       | Oktober bis November  | 10 Stunden   | 14 Stunden   | Osiris-Fest                         |
| Ta-abet         | November bis Dezember | 8 Stunden    | 16 Stunden   | Monat des Opfers                    |
| Mecher          | Dezember bis Januar   | 6 Stunden    | 18 Stunden   | Mecher-Fest                         |
| Pa-en-Amenhotep | Januar bis Februar    | 8 Stunden    | 16 Stunden   | Großes Fest des Königs Amenophis I. |
| Pa-en-Renenutet | Februar bis März      | 10 Stunden   | 14 Stunden   | Renenutet-Fest                      |
| Pa-en-Chonsu    | März bis April        | 12 Stunden   | 12 Stunden   | Chons-Fest                          |
| Pa-en-inet      | April bis Mai         | 14 Stunden   | 10 Stunden   | Talfest                             |
| Ipip            | Mai bis Juni          | 16 Stunden   | 8 Stunden    | Ipip-Fest                           |
| Mesut-Re        | Juni bis Juli         | 18 Stunden   | 6 Stunden    | Neujahrsfest                        |